# جابجایی ابرصوت انتشار صفر
جابجایی ابرصوت انتشار صفر (انگلیسی: Zero Emission Hyper Sonic Transport)  معروف به ZEHST  یک پروژه جت مسافربری زبرصوت است که توسط  توسط شرکت چند ملیتی هوافضا ایرباس (EADS) و آژانس کاوش‌های هوافضای ژاپن (JAXA) برنامه ریزی شده است.